# Andesi hegyimacska
Az andesi hegyimacska (Leopardus jacobita) a ragadozók (Carnivora) rendjébe azon belül a macskafélék (Felidae) családjába tartozó faj.

## Előfordulása
Az andesi hegyimacska az Andok hegylánc magashegyi részein fordul elő Peruban, Bolíviában, Chilében és Argentínában. Akár 5100 méteres magasságra is felmerészkedik.

## Megjelenése
Hasonlít a pampamacskákra (csíkos-, illetve foltos pampamacska). Hossza 70–75 cm, farkhossza 45 cm, tömege 4–7 kg. Hosszú, vastag bundája megvédi a magashegyekben lévő hidegtől és széltől.

## Életmódja
Az andesi hegyimacska kisebb emlősökkel táplálkozik.